# Mikołaj Zabiełło
Mikołaj Zabiełło herbu Topór (zm. w marcu 1739 roku) – marszałek kowieński w latach 1730–1739, podkomorzy kowieński w latach 1698–1730, chorąży kowieński w latach 1694–1695, miecznik kowieński w latach 1689–1694. Właściciel Łabunowa.
Syn Salomona. Ojciec Jan Szymon Zabiełły.
Deputat powiatu kowieńskiego do rady stanu rycerskiego rokoszu łowickiego w 1697 roku. Był elektorem Augusta II Mocnego w 1697 roku z województwa trockiego.